# Šport u 1992.
◄◄ | ◄ | 1989. | 1990. | 1991. | 1992.  | 1993. | 1994. | 1995. | ► | ►►
Arhitektura • Astronautika • Astronomija • Biologija • Film • Fotografija • Glazba • Kazalište • Kemija • Kiparstvo • Knjige • Književnost • Kršćanstvo • Meteorologija • Medicina • Planinarstvo • Politika • Pravo • Promet • Slikarstvo • Strip • Šport • Televizija • Znanost • Zrakoplovstvo • Željeznički promet
Šport u 1992.

## Svijet

### Natjecanja

#### Svjetska natjecanja
- Od 25. srpnja do 9. kolovoza – XXV. Olimpijske igre – Barcelona 1992.

#### Kontinentska natjecanja

##### Europska natjecanja
- Od 10. do 26. lipnja – Europsko prvenstvo u nogometu u Švedskoj: prvak Danska

### Osnivanja
- FC Pjunik Erevan, armenski nogometni klub
- F.C. København, danski nogometni klub

## Hrvatska i u Hrvata

### Nagrade
- Održan prvi izbor za Miss sporta Hrvatske.

### Ostali događaji
- 14. travnja – Hrvatski rukometni savez primljen u članstvo IHF-a.
- 23. srpnja – Hrvatski rukometni savez primljen u članstvo EHF-a.

### Smrti
- 12. prosinca – Damir Anić, hrvatski gimnastičar (* 1944.)

## Vanjske poveznice
|  | Zajednički poslužitelj ima još gradiva o temi Šport u 1992. |